# بیز (کنتاکی)
بیز (انگلیسی: Bays) یک منطقهٔ مسکونی است که در شهرستان بریتیت، کنتاکی واقع شده‌است. بیز در ۱۵٫۹ کیلومتری شمال شرقی جکسون قرار دارد. بیز از ۳۰ مارس ۱۸۹۸ تا ۳ ژانویه ۲۰۰۴ یک اداره پست داشت. هنوز هم کد پستی خود را دارد، ۴۱۳۱۰.